# Мелта
Мелта е тракийското име на селище, което се разпростира в района на днешния квартал „Вароша“ в град Ловеч. Съществува в периода 3 – 1 век пр.н.е. по времето на тракийското племе мелди.
Първите археологически доказателства за наличието на тракийска цивилизация в района на град Ловеч са от разкопки на хълма „Хисаря“. Проведени са от Михаил Хаджинеделчев. през 1925 г. Разчистени са жилища изградени по тракийска строителна технология от камък и глина. През 1962 г. в днешния център на града е разкрито тракийско погребение на мъж, кон и куче от бронзовата епоха.
Името Мелта се среща в римската пътна карта Табула Пеутингериана от ІV в. Картата е създадена по прототип от ІІ-ІІІ в. Името се потвърждава в Равенското земеописание от края на VІІ и началото на VІІІ в., както и в западноевропейски историко-географски карти след средата на ХVІІ в. В римската пътна карта Мелта е спомената като важен кръстопът. Отбелязана е по средата на пътя Ескус-Филипопол. Разположена е на 10 мили южно от станция Дорионес и на 13 мили северно от Состра.
След завладяването на траките от римляните през I век сл. Хр. района е включен в римската провинция Мизия. Създадена е пътна станция Президиум, която по-късно прераства в град Президиум. .

## Други
Морският нос Мелта на остров Ливингстън в Антарктика е наименуван в чест на античния тракийски град.